# حمد بن علي العطية
حمد بن علي العطية هو سياسي قطري شغل منصب وزير الدولة لشؤون الدفاع. زادت شهرته في العالم العربي عندما أشرف على نشر القوات القطرية خلال الحرب الأهلية الليبية حيث كان حينها في منصب رئيس أركان القوات المسلحة.

## المسيرة المهنية

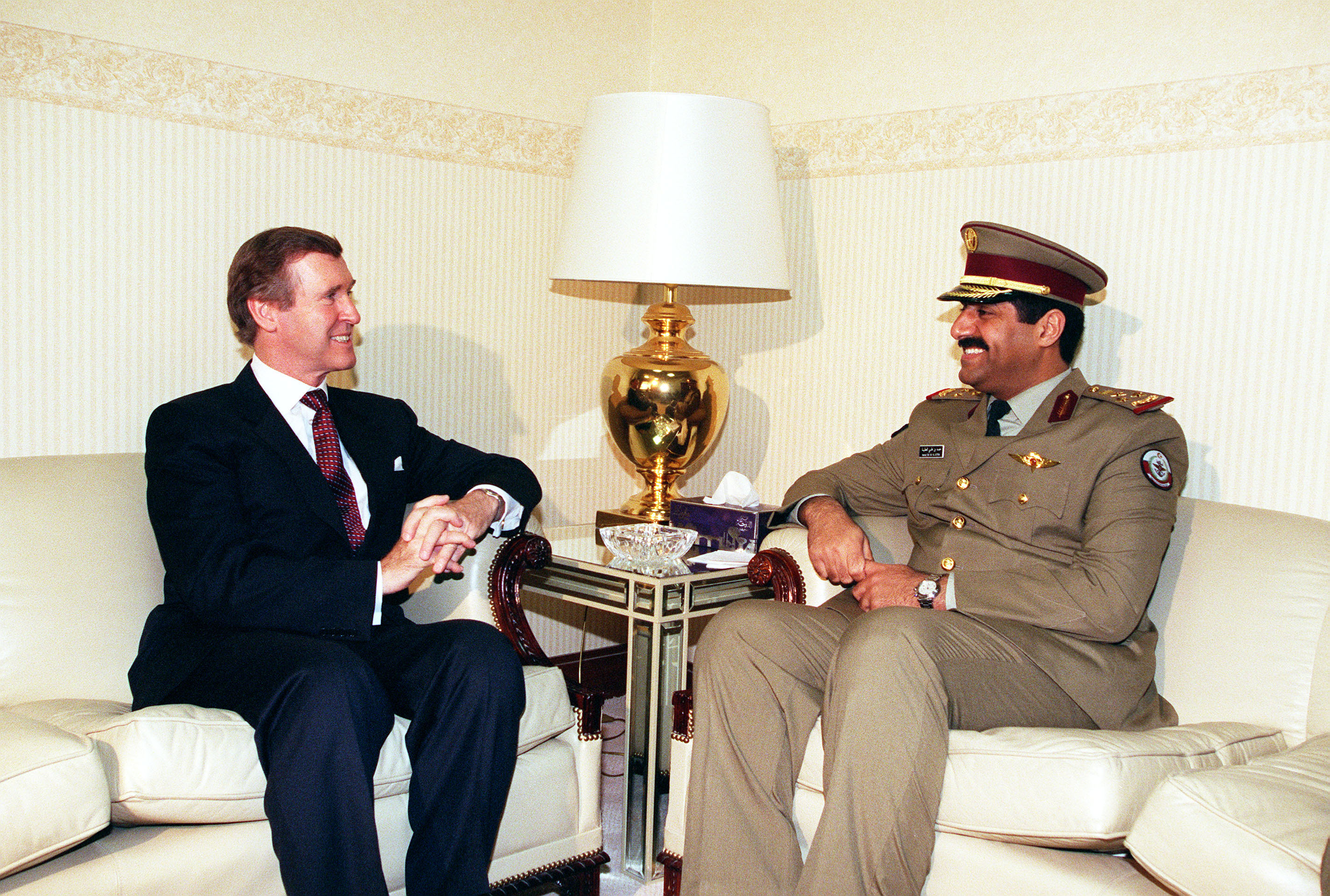
حمد بن علي العطية في اجتماع مع وليام كوهين في تشرين الأول/أكتوبر من عام 1998.

شغلَ العطية منصب رئيس الأركان العامة للقوات المسلحة منذ 1990. خلال الحرب الأهلية الليبية التي بدأت في عام 2011؛ كشفَ العطية أنّ قطر قدمت الدعم العسكري والمالي إلى الثوار الليبيين. وذكر كذلك أنه «نشر عددًا من الجنود القطريين على الأرض الليبية في كل منطقة.»
في يونيو/حزيران 2013 وبعد وقت قصير من تسلّم تميم بن حمد آل ثاني مقاليد الحكم تمت ترقية حمد بن علي إلى منصب وزير الدولة لشؤون الدفاع. يُعد حمد العقل المدبر للصفقة التي وقعتها قطر وزير الدفاع الأمريكي السابق تشاك هيغل في تموز/يوليو 2014 والتي بلغت 11 مليار دولار. اعتبارا من عام 2015؛ بات حمد رئيس نادي الجيش القطري.